# Billboard Music Awards 2020
Die Billboard Music Awards 2020 fanden am 14. Oktober 2020 im Dolby Theatre in Los Angeles statt. Die Zeremonie wurde live auf NBC ausgestrahlt und das dritte Jahr in Folge von Kelly Clarkson moderiert.
Post Malone wurde mit neun Billboard Music Awards und damit am häufigsten bei dieser Ausgabe ausgezeichnet, nominiert wurde er 16-mal.

## Hintergrund
Die Verleihung sollte zunächst am 29. April 2020 in der MGM Grand Garden Arena in Las Vegas stattfinden. Aufgrund der Covid-19-Pandemie wurde die Veranstaltung auf den 14. Oktober 2020 verschoben.

## Auftritte
- Kelly Clarkson, Pentatonix und Sheila E.: Higher Love
- Sia: Courage to Change
- Kane Brown, Swae Lee und Khalid: Be Like That
- Alicia Keys: Love Looks Better
- Luke Combs: Better Together
- Post Malone und Tyla Yaweh: Circles / Tommy Lee
- Brandy: Borderline / Almost Doesn't Count / No Tomorrow, pt 2.
- John Legend: Never Break
- Bad Bunny, Ivy Queen und Nesi: Yo Perreo Sola
- Doja Cat: Juicy / Say So / Like That
- Garth Brooks: The Thunder Rolls / Callin' Baton Rouge / The River / Standing Outside the Fire / That Summer / Dive Bar / Friends in Low Places/ The Dance
- Saint Jhn: Roses
- Demi Lovato: Commander in Chief
- BTS: Dynamite
- En Vogue: Free Your Mind

## Künstlerauszeichnungen
Die Gewinner sind fett hinterlegt.

### Bester Künstler
- Billie Eilish
- Jonas Brothers
- Khalid
- Post Malone
- Taylor Swift

### Bester neuer Künstler
- DaBaby
- Billie Eilish
- Lil Nas X
- Lizzo
- Roddy Ricch

### Billboard Chart Achievement Award
(von den Fans gewählt)
- Mariah Carey
- Luke Combs
- Lil Nas X
- Harry Styles
- Taylor Swift

### Bester männlicher Künstler
- DaBaby
- Khalid
- Lil Nas X
- Post Malone
- Ed Sheeran

### Beste Künstlerin
- Billie Eilish
- Ariana Grande
- Halsey
- Lizzo
- Taylor Swift

### Beste(s) Duo/Gruppe
- BTS
- Dan + Shay
- Jonas Brothers
- Maroon 5
- Panic! at the Disco

### Bester Billboard 200 Künstler
- Drake
- Billie Eilish
- Khalid
- Post Malone
- Taylor Swift

### Bestes Billboard 200 Album
- Billie Eilish – When We All Fall Asleep, Where Do We Go?
- Ariana Grande – Thank U, Next
- Khalid – Free Spirit
- Post Malone – Hollywood's Bleeding
- Taylor Swift – Lover

### Bester Hot 100 Künstler
- DaBaby
- Billie Eilish
- Khalid
- Lil Nas X
- Post Malone

### Bester Streaming Songs Künstler
- DaBaby
- Billie Eilish
- Lil Nas X
- Post Malone
- Travis Scott

### Bester Song Sales Künstler
- Billie Eilish
- Lil Nas X
- Lizzo
- Post Malone
- Taylor Swift

### Bester Radio Songs Künstler
- Jonas Brothers
- Khalid
- Lizzo
- Shawn Mendes
- Post Malone

### Bester Sozial Künstler
(von den Fans gewählt)
- BTS
- Billie Eilish
- Exo
- GOT7
- Ariana Grande

### Bester Touring Künstler
- Elton John
- Metallica
- P!nk
- The Rolling Stones
- Ed Sheeran

### Bester R&B Künstler
- Chris Brown
- Khalid
- Lizzo
- Summer Walker
- The Weeknd

### Bester männlicher R&B Künstler
- Chris Brown
- Khalid
- The Weeknd

### Beste R&B-Künstlerin
- Beyoncé
- Lizzo
- Summer Walker

### Beste R&B Tour
- B2K
- Janet Jackson
- Khalid

### Bester Rap Künstler
- DaBaby
- Juice WRLD
- Lil Nas X
- Post Malone
- Roddy Ricch

### Bester männlicher Rap Künstler
- DaBaby
- Lil Nas X
- Post Malone

### Beste Rap-Künstlerin
- Cardi B
- City Girls
- Megan Thee Stallion

### Beste Rap Tour
- Drake
- Post Malone
- Travis Scott

### Bester Country Künstler
- Kane Brown
- Luke Combs
- Dan + Shay
- Maren Morris
- Thomas Rhett

### Bester männlicher Country Künstler
- Kane Brown
- Luke Combs
- Thomas Rhett

### Beste Country-Künstlerin
- Maren Morris
- Kacey Musgraves
- Carrie Underwood

### Beste(s) Country Duo/Gruppe
- Dan + Shay
- Florida Georgia Line
- Old Dominion

### Beste Country Tour
- Eric Church
- Florida Georgia Line
- George Strait

### Bester Rock Künstler
- Imagine Dragons
- Panic! at The Disco
- Tame Impala
- Tool
- Twenty One Pilots

### Beste Rock Tour
- Elton John
- Metallica
- The Rolling Stones

### Bester Latin Künstler
- Anuel AA
- Bad Bunny
- J Balvin
- Ozuna
- Romeo Santos

### Bester Dance/Electronic Künstler
- Avicii
- The Chainsmokers
- DJ Snake
- Illenium
- Marshmello

### Bester christlicher Künstler
- Lauren Daigle
- Elevation Worship
- For King & Country
- Hillsong United
- Kanye West

### Bester Gospel Künstler
- Kirk Franklin
- Koryn Hawthorne
- Tasha Cobbs Leonard
- Sunday Service Choir
- Kanye West

### Icon Award
- Garth Brooks